# 1436
Portal Geschichte | Portal Biografien | Aktuelle Ereignisse | Jahreskalender | Tagesartikel

◄ |
14. Jahrhundert |
15. Jahrhundert
| 16. Jahrhundert | ►

◄ |
1400er |
1410er |
1420er |
1430er
| 1440er | 1450er | 1460er | ►

◄◄ |
◄ |
1432 |
1433 |
1434 |
1435 |
1436
| 1437 | 1438 | 1439 | 1440 | ► | ►►
Staatsoberhäupter  · Nekrolog
| Januar | Januar | Januar | Januar | Januar | Januar | Januar | Januar |
| Kw     | Mo     | Di     | Mi     | Do     | Fr     | Sa     | So     |
| ------ | ------ | ------ | ------ | ------ | ------ | ------ | ------ |
| 52     |        |        |        |        |        |        | 1      |
| 1      | 2      | 3      | 4      | 5      | 6      | 7      | 8      |
| 2      | 9      | 10     | 11     | 12     | 13     | 14     | 15     |
| 3      | 16     | 17     | 18     | 19     | 20     | 21     | 22     |
| 4      | 23     | 24     | 25     | 26     | 27     | 28     | 29     |
| 5      | 30     | 31     |        |        |        |        |        |

| Februar | Februar | Februar | Februar | Februar | Februar | Februar | Februar |
| Kw      | Mo      | Di      | Mi      | Do      | Fr      | Sa      | So      |
| ------- | ------- | ------- | ------- | ------- | ------- | ------- | ------- |
| 5       |         |         | 1       | 2       | 3       | 4       | 5       |
| 6       | 6       | 7       | 8       | 9       | 10      | 11      | 12      |
| 7       | 13      | 14      | 15      | 16      | 17      | 18      | 19      |
| 8       | 20      | 21      | 22      | 23      | 24      | 25      | 26      |
| 9       | 27      | 28      | 29      |         |         |         |         |

| März | März | März | März | März | März | März | März |
| Kw   | Mo   | Di   | Mi   | Do   | Fr   | Sa   | So   |
| ---- | ---- | ---- | ---- | ---- | ---- | ---- | ---- |
| 9    |      |      |      | 1    | 2    | 3    | 4    |
| 10   | 5    | 6    | 7    | 8    | 9    | 10   | 11   |
| 11   | 12   | 13   | 14   | 15   | 16   | 17   | 18   |
| 12   | 19   | 20   | 21   | 22   | 23   | 24   | 25   |
| 13   | 26   | 27   | 28   | 29   | 30   | 31   |      |

| April | April | April | April | April | April | April | April |
| Kw    | Mo    | Di    | Mi    | Do    | Fr    | Sa    | So    |
| ----- | ----- | ----- | ----- | ----- | ----- | ----- | ----- |
| 13    |       |       |       |       |       |       | 1     |
| 14    | 2     | 3     | 4     | 5     | 6     | 7     | 8     |
| 15    | 9     | 10    | 11    | 12    | 13    | 14    | 15    |
| 16    | 16    | 17    | 18    | 19    | 20    | 21    | 22    |
| 17    | 23    | 24    | 25    | 26    | 27    | 28    | 29    |
| 18    | 30    |       |       |       |       |       |       |

| Mai | Mai | Mai | Mai | Mai | Mai | Mai | Mai |
| Kw  | Mo  | Di  | Mi  | Do  | Fr  | Sa  | So  |
| --- | --- | --- | --- | --- | --- | --- | --- |
| 18  |     | 1   | 2   | 3   | 4   | 5   | 6   |
| 19  | 7   | 8   | 9   | 10  | 11  | 12  | 13  |
| 20  | 14  | 15  | 16  | 17  | 18  | 19  | 20  |
| 21  | 21  | 22  | 23  | 24  | 25  | 26  | 27  |
| 22  | 28  | 29  | 30  | 31  |     |     |     |

| Juni | Juni | Juni | Juni | Juni | Juni | Juni | Juni |
| Kw   | Mo   | Di   | Mi   | Do   | Fr   | Sa   | So   |
| ---- | ---- | ---- | ---- | ---- | ---- | ---- | ---- |
| 22   |      |      |      |      | 1    | 2    | 3    |
| 23   | 4    | 5    | 6    | 7    | 8    | 9    | 10   |
| 24   | 11   | 12   | 13   | 14   | 15   | 16   | 17   |
| 25   | 18   | 19   | 20   | 21   | 22   | 23   | 24   |
| 26   | 25   | 26   | 27   | 28   | 29   | 30   |      |

| Juli | Juli | Juli | Juli | Juli | Juli | Juli | Juli |
| Kw   | Mo   | Di   | Mi   | Do   | Fr   | Sa   | So   |
| ---- | ---- | ---- | ---- | ---- | ---- | ---- | ---- |
| 26   |      |      |      |      |      |      | 1    |
| 27   | 2    | 3    | 4    | 5    | 6    | 7    | 8    |
| 28   | 9    | 10   | 11   | 12   | 13   | 14   | 15   |
| 29   | 16   | 17   | 18   | 19   | 20   | 21   | 22   |
| 30   | 23   | 24   | 25   | 26   | 27   | 28   | 29   |
| 31   | 30   | 31   |      |      |      |      |      |

| August | August | August | August | August | August | August | August |
| Kw     | Mo     | Di     | Mi     | Do     | Fr     | Sa     | So     |
| ------ | ------ | ------ | ------ | ------ | ------ | ------ | ------ |
| 31     |        |        | 1      | 2      | 3      | 4      | 5      |
| 32     | 6      | 7      | 8      | 9      | 10     | 11     | 12     |
| 33     | 13     | 14     | 15     | 16     | 17     | 18     | 19     |
| 34     | 20     | 21     | 22     | 23     | 24     | 25     | 26     |
| 35     | 27     | 28     | 29     | 30     | 31     |        |        |

| September | September | September | September | September | September | September | September |
| Kw        | Mo        | Di        | Mi        | Do        | Fr        | Sa        | So        |
| --------- | --------- | --------- | --------- | --------- | --------- | --------- | --------- |
| 35        |           |           |           |           |           | 1         | 2         |
| 36        | 3         | 4         | 5         | 6         | 7         | 8         | 9         |
| 37        | 10        | 11        | 12        | 13        | 14        | 15        | 16        |
| 38        | 17        | 18        | 19        | 20        | 21        | 22        | 23        |
| 39        | 24        | 25        | 26        | 27        | 28        | 29        | 30        |

| Oktober | Oktober | Oktober | Oktober | Oktober | Oktober | Oktober | Oktober |
| Kw      | Mo      | Di      | Mi      | Do      | Fr      | Sa      | So      |
| ------- | ------- | ------- | ------- | ------- | ------- | ------- | ------- |
| 40      | 1       | 2       | 3       | 4       | 5       | 6       | 7       |
| 41      | 8       | 9       | 10      | 11      | 12      | 13      | 14      |
| 42      | 15      | 16      | 17      | 18      | 19      | 20      | 21      |
| 43      | 22      | 23      | 24      | 25      | 26      | 27      | 28      |
| 44      | 29      | 30      | 31      |         |         |         |         |

| November | November | November | November | November | November | November | November |
| Kw       | Mo       | Di       | Mi       | Do       | Fr       | Sa       | So       |
| -------- | -------- | -------- | -------- | -------- | -------- | -------- | -------- |
| 44       |          |          |          | 1        | 2        | 3        | 4        |
| 45       | 5        | 6        | 7        | 8        | 9        | 10       | 11       |
| 46       | 12       | 13       | 14       | 15       | 16       | 17       | 18       |
| 47       | 19       | 20       | 21       | 22       | 23       | 24       | 25       |
| 48       | 26       | 27       | 28       | 29       | 30       |          |          |

| Dezember | Dezember | Dezember | Dezember | Dezember | Dezember | Dezember | Dezember |
| Kw       | Mo       | Di       | Mi       | Do       | Fr       | Sa       | So       |
| -------- | -------- | -------- | -------- | -------- | -------- | -------- | -------- |
| 48       |          |          |          |          |          | 1        | 2        |
| 49       | 3        | 4        | 5        | 6        | 7        | 8        | 9        |
| 50       | 10       | 11       | 12       | 13       | 14       | 15       | 16       |
| 51       | 17       | 18       | 19       | 20       | 21       | 22       | 23       |
| 52       | 24       | 25       | 26       | 27       | 28       | 29       | 30       |
| 1        | 31       |          |          |          |          |          |          |

| Januar | Januar | Januar | Januar | Januar | Januar | Januar | Januar |
| Kw     | Mo     | Di     | Mi     | Do     | Fr     | Sa     | So     |
| ------ | ------ | ------ | ------ | ------ | ------ | ------ | ------ |
| 52     |        |        |        |        |        |        | 1      |
| 1      | 2      | 3      | 4      | 5      | 6      | 7      | 8      |
| 2      | 9      | 10     | 11     | 12     | 13     | 14     | 15     |
| 3      | 16     | 17     | 18     | 19     | 20     | 21     | 22     |
| 4      | 23     | 24     | 25     | 26     | 27     | 28     | 29     |
| 5      | 30     | 31     |        |        |        |        |        |

| Februar | Februar | Februar | Februar | Februar | Februar | Februar | Februar |
| Kw      | Mo      | Di      | Mi      | Do      | Fr      | Sa      | So      |
| ------- | ------- | ------- | ------- | ------- | ------- | ------- | ------- |
| 5       |         |         | 1       | 2       | 3       | 4       | 5       |
| 6       | 6       | 7       | 8       | 9       | 10      | 11      | 12      |
| 7       | 13      | 14      | 15      | 16      | 17      | 18      | 19      |
| 8       | 20      | 21      | 22      | 23      | 24      | 25      | 26      |
| 9       | 27      | 28      | 29      |         |         |         |         |

| März | März | März | März | März | März | März | März |
| Kw   | Mo   | Di   | Mi   | Do   | Fr   | Sa   | So   |
| ---- | ---- | ---- | ---- | ---- | ---- | ---- | ---- |
| 9    |      |      |      | 1    | 2    | 3    | 4    |
| 10   | 5    | 6    | 7    | 8    | 9    | 10   | 11   |
| 11   | 12   | 13   | 14   | 15   | 16   | 17   | 18   |
| 12   | 19   | 20   | 21   | 22   | 23   | 24   | 25   |
| 13   | 26   | 27   | 28   | 29   | 30   | 31   |      |

| April | April | April | April | April | April | April | April |
| Kw    | Mo    | Di    | Mi    | Do    | Fr    | Sa    | So    |
| ----- | ----- | ----- | ----- | ----- | ----- | ----- | ----- |
| 13    |       |       |       |       |       |       | 1     |
| 14    | 2     | 3     | 4     | 5     | 6     | 7     | 8     |
| 15    | 9     | 10    | 11    | 12    | 13    | 14    | 15    |
| 16    | 16    | 17    | 18    | 19    | 20    | 21    | 22    |
| 17    | 23    | 24    | 25    | 26    | 27    | 28    | 29    |
| 18    | 30    |       |       |       |       |       |       |

| Mai | Mai | Mai | Mai | Mai | Mai | Mai | Mai |
| Kw  | Mo  | Di  | Mi  | Do  | Fr  | Sa  | So  |
| --- | --- | --- | --- | --- | --- | --- | --- |
| 18  |     | 1   | 2   | 3   | 4   | 5   | 6   |
| 19  | 7   | 8   | 9   | 10  | 11  | 12  | 13  |
| 20  | 14  | 15  | 16  | 17  | 18  | 19  | 20  |
| 21  | 21  | 22  | 23  | 24  | 25  | 26  | 27  |
| 22  | 28  | 29  | 30  | 31  |     |     |     |

| Juni | Juni | Juni | Juni | Juni | Juni | Juni | Juni |
| Kw   | Mo   | Di   | Mi   | Do   | Fr   | Sa   | So   |
| ---- | ---- | ---- | ---- | ---- | ---- | ---- | ---- |
| 22   |      |      |      |      | 1    | 2    | 3    |
| 23   | 4    | 5    | 6    | 7    | 8    | 9    | 10   |
| 24   | 11   | 12   | 13   | 14   | 15   | 16   | 17   |
| 25   | 18   | 19   | 20   | 21   | 22   | 23   | 24   |
| 26   | 25   | 26   | 27   | 28   | 29   | 30   |      |

| Juli | Juli | Juli | Juli | Juli | Juli | Juli | Juli |
| Kw   | Mo   | Di   | Mi   | Do   | Fr   | Sa   | So   |
| ---- | ---- | ---- | ---- | ---- | ---- | ---- | ---- |
| 26   |      |      |      |      |      |      | 1    |
| 27   | 2    | 3    | 4    | 5    | 6    | 7    | 8    |
| 28   | 9    | 10   | 11   | 12   | 13   | 14   | 15   |
| 29   | 16   | 17   | 18   | 19   | 20   | 21   | 22   |
| 30   | 23   | 24   | 25   | 26   | 27   | 28   | 29   |
| 31   | 30   | 31   |      |      |      |      |      |

| August | August | August | August | August | August | August | August |
| Kw     | Mo     | Di     | Mi     | Do     | Fr     | Sa     | So     |
| ------ | ------ | ------ | ------ | ------ | ------ | ------ | ------ |
| 31     |        |        | 1      | 2      | 3      | 4      | 5      |
| 32     | 6      | 7      | 8      | 9      | 10     | 11     | 12     |
| 33     | 13     | 14     | 15     | 16     | 17     | 18     | 19     |
| 34     | 20     | 21     | 22     | 23     | 24     | 25     | 26     |
| 35     | 27     | 28     | 29     | 30     | 31     |        |        |

| September | September | September | September | September | September | September | September |
| Kw        | Mo        | Di        | Mi        | Do        | Fr        | Sa        | So        |
| --------- | --------- | --------- | --------- | --------- | --------- | --------- | --------- |
| 35        |           |           |           |           |           | 1         | 2         |
| 36        | 3         | 4         | 5         | 6         | 7         | 8         | 9         |
| 37        | 10        | 11        | 12        | 13        | 14        | 15        | 16        |
| 38        | 17        | 18        | 19        | 20        | 21        | 22        | 23        |
| 39        | 24        | 25        | 26        | 27        | 28        | 29        | 30        |

| Oktober | Oktober | Oktober | Oktober | Oktober | Oktober | Oktober | Oktober |
| Kw      | Mo      | Di      | Mi      | Do      | Fr      | Sa      | So      |
| ------- | ------- | ------- | ------- | ------- | ------- | ------- | ------- |
| 40      | 1       | 2       | 3       | 4       | 5       | 6       | 7       |
| 41      | 8       | 9       | 10      | 11      | 12      | 13      | 14      |
| 42      | 15      | 16      | 17      | 18      | 19      | 20      | 21      |
| 43      | 22      | 23      | 24      | 25      | 26      | 27      | 28      |
| 44      | 29      | 30      | 31      |         |         |         |         |

| November | November | November | November | November | November | November | November |
| Kw       | Mo       | Di       | Mi       | Do       | Fr       | Sa       | So       |
| -------- | -------- | -------- | -------- | -------- | -------- | -------- | -------- |
| 44       |          |          |          | 1        | 2        | 3        | 4        |
| 45       | 5        | 6        | 7        | 8        | 9        | 10       | 11       |
| 46       | 12       | 13       | 14       | 15       | 16       | 17       | 18       |
| 47       | 19       | 20       | 21       | 22       | 23       | 24       | 25       |
| 48       | 26       | 27       | 28       | 29       | 30       |          |          |

| Dezember | Dezember | Dezember | Dezember | Dezember | Dezember | Dezember | Dezember |
| Kw       | Mo       | Di       | Mi       | Do       | Fr       | Sa       | So       |
| -------- | -------- | -------- | -------- | -------- | -------- | -------- | -------- |
| 48       |          |          |          |          |          | 1        | 2        |
| 49       | 3        | 4        | 5        | 6        | 7        | 8        | 9        |
| 50       | 10       | 11       | 12       | 13       | 14       | 15       | 16       |
| 51       | 17       | 18       | 19       | 20       | 21       | 22       | 23       |
| 52       | 24       | 25       | 26       | 27       | 28       | 29       | 30       |
| 1        | 31       |          |          |          |          |          |          |

## Ereignisse

### Politik und Weltgeschehen

#### Hussitenkriege
- 5. Juli: Die Iglauer Kompaktaten beenden die Hussitenkriege. Die Hussiten erkennen den römisch-deutschen Kaiser Sigismund als König von Böhmen an.
- 14. August: In der Versammlung in Iglau wird Sigismund zum böhmischen König ernannt.
- 23. August: Sigismund zieht in Prag ein.

#### Weitere Ereignisse im Heiligen Römischen Reich
- 30. April: Der letzte Toggenburger, Graf Friedrich VII., stirbt auf der Schattenburg in Feldkirch. Über dem Streit um sein Erbe bricht der Alte Zürichkrieg aus.
- 30. Dezember: Nach dem Tod Ludwigs III. wird sein minderjähriger Sohn Ludwig IV. Pfalzgraf und Kurfürst von der Pfalz unter der Vormundschaft seines Onkels Otto.

#### Osteuropa
- Vlad II. Dracul stellt von Schäßburg aus in Transsylvanien Truppen zusammen und stürzt mit Zustimmung von Kaiser Sigismund seinen in der Walachei regierenden jüngeren Halbbruder Alexandru Aldea, der gute Beziehungen zum Osmanischen Reich unterhalten hat. Danach besteigt er den Thron als Prinz der Walachei in deren Hauptstadt Târgoviște.

#### Frankreich
- 13. April: Truppen unter Befehl des früheren Gouverneurs Jean de Villiers de L’Isle-Adam dringen in der Zeit des Hundertjährigen Kriegs in das von Engländern besetzte Paris ein und vertreiben die Gegner aus der Stadt.
- Die Rückeroberung der Île-de-France durch Frankreich beginnt.

#### England/Schottland

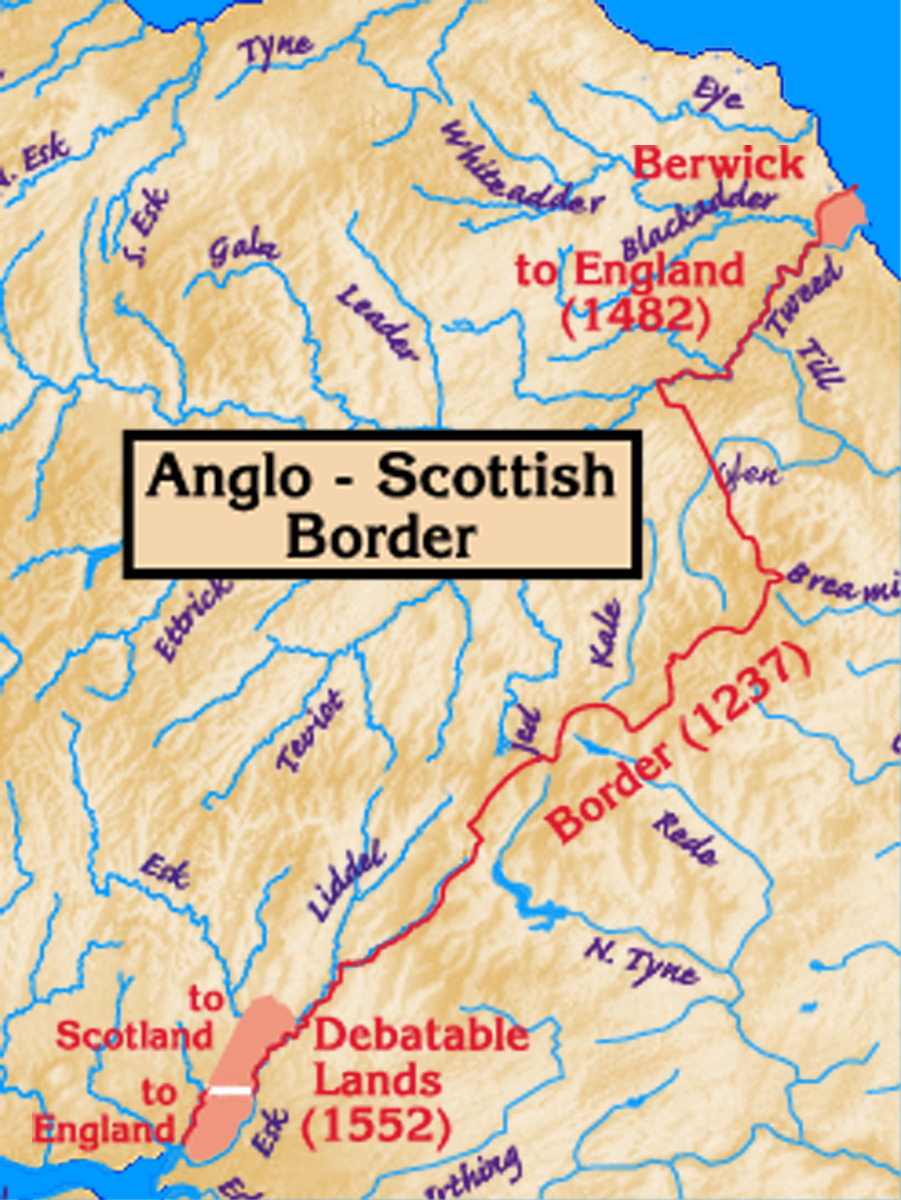
Grenzverlauf zwischen England und Schottland 1237 bis 1552

- 10. September: Die Schlacht von Piperdean während der Anglo-Schottischen Grenzkriege wird zwischen englischen Truppen unter dem Kommando von Henry Percy, 2. Earl of Northumberland, und einer schottischen Armee unter Führung von William Douglas, 2. Earl of Angus, ausgetragen. Das nur kurze Gefecht endete mit einem deutlichen schottischen Sieg. Henry Percy zieht sich mit seinen verbliebenen Truppen nach Alnwick Castle zurück.

#### Skandinavien
- 4. Mai: Der schwedische Reichshauptmann und Volksführer Engelbrekt Engelbrektsson wird von Magnus Bengtsson und anderen schwedischen Rittern ermordet. Der von ihm initiierte Engelbrekt-Aufstand gegen Erik XIII. bricht daraufhin endgültig zusammen.
- Karl Knutsson Bonde wird als Reichshofmann Führer der schwedischen Armee.

#### Portugiesische Entdeckungsreisen
- Im Auftrag von Heinrich dem Seefahrer bricht Afonso Gonçalves Baldaia zu einer neuerlichen Reise auf. Auf dieser Reise erreicht der Portugiese ein Gebiet im Süden der heutigen Westsahara, das später als Río de Oro bezeichnet wird.
- Die Besiedelung der Azoren-Insel São Miguel beginnt.

#### Asien
- Khai Bua Ban, Herrscher des thailändischen Königreichs Lan Xang, wird auf Geheiß seiner Tante Keo Phim Fa ermordet, die darauf ihren Halbbruder Kham Koert auf den Thron bringt.

#### Urkundliche Ersterwähnung
- 17. Juli: Die Stadt Chișinău im heutigen Moldawien wird erstmals urkundlich erwähnt.

### Wissenschaft
Conrad Heyden, Stadtschreiber in Schwäbisch Hall, verfasst den Klagspiegel als ältestes deutschsprachiges Rechtsbuch zum römischen Recht. Es wird als ein wichtiger Wegbereiter der praktischen Rezeption des römischen Rechts in Deutschland gesehen. Der Klagspiegel ist in zwei Bücher (Traktate) geteilt. Das „erste Traktat“ enthält Zivil- und Zivilprozessrecht. Der „Ander Teil“ behandelt Strafrecht und Strafprozess. Der Inhalt baut ganz wesentlich auf den Werken der sogenannten Glossatoren, bedeutender Rechtswissenschaftler des italienischen Mittelalters auf.

### Religion
- Papst Eugen IV. weiht den von Filippo Brunelleschi 1418 bis 1436 erbauten Dom Santa Maria del Fiore in Florenz.

### Katastrophen
- 1. November: Die Allerheiligenflut 1436 richtet schwere Schäden an der Nordseeküste an. Allein im Ort Tetenbüll sterben 180 Menschen. Pellworm wird dadurch erstmals von Nordstrand abgetrennt. Infolge des Unwetters fällt so viel Schnee, dass mehrere Tage lang die Menschen in ihren Häusern eingeschlossen und die Wege unpassierbar sind. Es folgt zudem noch eine bis zur Fastenzeit 1437 anhaltende starke Kälte, so dass viele Reisende unterwegs ums Leben kommen. Erst ab dem späten Frühjahr können die Schäden der Sturmflut beseitigt werden. Auch an der Oste und in Kehdingen treten Deichbrüche auf.

## Geboren

### Geburtsdatum gesichert
- 20. Januar: Ashikaga Yoshimasa, japanischer Shōgun († 1490)
- 04. April: Amalia von Sachsen, deutsche Adlige, Herzogin von Bayern-Landshut († 1501)
- 05. Mai: Matteo Civitali, italienischer Bildhauer und Maler († 1501)
- 05. Juni: Ludwig von Savoyen, Graf von Genf, König von Zypern († 1482)
- 06. Juni: Johannes Müller (Regiomontanus), deutscher Astronom und Mathematiker († 1476)
- 13. September: Benvenuto di Giovanni, italienischer Maler († zwischen 1509 und 1518)
- 18. September: Eleonore Helena von Portugal, Ehefrau des römisch-deutschen Kaisers Friedrich III. († 1467)
- 16. November: Leonardo Loredan, Doge von Venedig († 1521)

### Genaues Geburtsdatum unbekannt
- Baccio Baldini, italienischer Goldschmied und Kupferstecher († 1487)
- Gonzalo Jiménez de Cisneros, spanischer Franziskaner, Inquisitor, Erzbischof von Toledo († 1517)
- Karl V., Titularkönig von Neapel und Jerusalem († 1481)
- Luca Landucci, florentinischer Händler und Chronist († 1516)
- Jan Ostroróg, polnischer Adliger, Wojewode und königlicher Berater († 1501)
- Marcantonio Sabellico, italienischer Historiker und Bibliothekar († 1506)
- Konrad Stolle, deutscher Chronist († 1501)
- Tízoc, aztekischer Herrscher († 1486)
- Hermann von Wickede II, deutscher Ratsherr, Bürgermeister der Hansestadt Lübeck († 1501)

## Gestorben

### Todesdatum gesichert
- 29. April: Raimundus Sabundus, katalanischer Philosoph
- 30. April: Friedrich VII., Graf von Toggenburg (* um 1370)
- 30. April: Ludwig II., Herzog von Brieg und Liegnitz (* 1384)
- 04. Mai: Engelbrekt Engelbrektsson, schwedischer Volksführer und Reichshauptmann (* um 1390)
- 04. Mai: Johann I., französischer Adliger, Graf von Foix und Birgorre (* 1382)
- 18. August: Berthold Rike, deutscher römisch-katholischer Geistlicher (* um 1380)
- 08. September: Wilhelm, deutscher Adliger, Fürst zu Wenden (* vor 1393 oder 1394)
- 22. September: Christoph von Rotenhan, Bischof von Lebus
- 06. Oktober: Focko Ukena, ostfriesischer Häuptling  des Moormer- und Lengenerlandes (* um 1370)
- 09. Oktober: Jakobäa, niederländische Adlige, Herzogin von Straubing-Holland (* 1401)
- 22. Oktober: Paul von Blankenfelde, deutscher Patrizier, Bürgermeister von Berlin (* um 1365)
- 23. Dezember: Wulbrand von Hallermund, deutscher Abt von Corvey, Bischof von Minden
- 30. Dezember: Ludwig III., deutscher Adliger, Kurfürst von der Pfalz (* 1378)

### Genaues Todesdatum unbekannt
- Alexandru Aldea, Fürst der Walachei, Prinz von Moldawien (* um 1397)
- Khai Bua Ban, König von Lan Xang
- Heilwig von Holstein, deutsche Adlige, Gräfin von Oldenburg (* 1400)
- Jakob Rodewitz, deutscher Rechtswissenschaftler (* 1365)
- Qadi Zada, osmanischer Mathematiker und Astronom (* 1364)